# Tystrup Sogn
Tystrup Sogn var et sogn i Næstved Provsti (Roskilde Stift). Sognet blev 29. november 2020 lagt sammen med Fuglebjerg Sogn og Haldagerlille Sogn under navnet Fuglebjerg-Tystrup-Haldagerlille Sogn.
I 1800-tallet var Haldagerlille Sogn anneks til Tystrup Sogn. Begge sogne hørte til Øster Flakkebjerg Herred i Sorø Amt. Tystrup-Haldagerlille sognekommune blev ved kommunalreformen i 1970 indlemmet i Fuglebjerg Kommune, der ved strukturreformen i 2007 indgik i Næstved Kommune.
I Tystrup Sogn lå Tystrup Kirke.
I sognet findes følgende autoriserede stednavne:
- Brunemose (bebyggelse, ejerlav)
- Hammersmølle (bebyggelse, ejerlav)
- Hørhave (bebyggelse)
- Kastrup Storskov (areal)
- Kellerød (bebyggelse, ejerlav)
- Langebjerg (bebyggelse)
- Lindekrogshuse (bebyggelse)
- Tase Mølle (bebyggelse)
- Tystrup (bebyggelse, ejerlav)
- Vinstrup (bebyggelse, ejerlav)
- Vinstrup Hestehave (bebyggelse)
- Vinstrup Overdrev (areal)